# Vanja Udovičić
Vanja Udovičić (ranije Franjo Udovičić; Beograd, 12. rujna 1982.), bivši je srbijanski vaterpolist, kapetan srbijanske vaterpolske reprezentacije, najbolji igrač SP 2009. i EP 2010. godine. Krajem kolovoza 2013. godine prihvatio je poziv biti ministar športa i mladeži u srbijanskoj vladi, što znači kraj njegove igračke karijere.

## Igračka karijera
Bio je igrao za beogradski Partizan i Jadran iz Herceg-Novoga, nakon kojih je bio članom talijanskoga Pro Recca do kraja sezone 2009./10. Uoči EP u Zagrebu 2010. godine otišao je iz kluba. Ponudilo mu se igrati za Italiju, što je on odbio. U to vrijeme su kružile priče da je otpušten iz Pro Recca jer je odbio igrati za Italiju. Istekom ugovora s Pro Reccom s njime je stupila u kontakt zagrebačka Mladost, za koju je potpisao 16. rujna 2010. godine. Od sezone 2012./13. igrač je kragujevačkog Radničkog.

## Obitelj i zanimljivosti
Otac mu je dijete Hrvata i Talijanke, a majka je Srpkinja. Zanimljivost je da ima više državljanstava: srbijansko, jer živi u Srbiji, zatim hrvatsko, temeljem očeva podrijetla i talijansko, kojeg su mu talijanski poslodavci iz Pro Recca dali iz poslovnih razloga, ali i kalkuliranja s mogućim privoljavanjem Udovičića da zaigra za Italiju.